# Stefanie Wolf
Stefanie Wolf (8 aprile 1979) è un'ex sciatrice alpina tedesca.

## Biografia
La Wolf, originaria di Mittenwald, esordì in Coppa Europa il 27 gennaio 1996 a Krieglach in slalom speciale (16ª), in Coppa del Mondo il 23 novembre dello stesso anno a Park City nella medesima specialità, senza qualificarsi per la seconda manche, e ai Campionati mondiali a Sestriere 1997, senza completare lo slalom speciale. Il 20 dicembre 1997 ottenne il miglior piazzamento in Coppa del Mondo, a Val-d'Isère in combinata (7ª), e il 15 gennaio 1998 il primo podio in Coppa Europa, a Falcade in slalom speciale (3ª); ai Mondiali juniores di Monte Bianco 1998 vinse la medaglia d'oro nello slalom speciale e quella di bronzo nella combinata.
Ai Mondiali di Vail/Beaver Creek 1999 non completò lo slalom gigante e ai successivi Mondiali juniores di Pra Loup/Le Sauze 1999 conquistò la medaglia d'argento sia nello slalom speciale, sia nella combinata. Nel 2001 ai Mondiali di Sankt Anton am Arlberg, suo congedo iridato, non portò a termine lo slalom speciale; nello stessa stagione conquistò l'ultimo podio in Coppa Europa, il 14 marzo a Piancavallo in slalom speciale (2ª). Prese per l'ultima volta il via in Coppa del Mondo il 3 febbraio 2002 a Åre in slalom speciale, senza completare la prova; si ritirò durante la stagione 2003-2004 e la sua ultima gara fu uno slalom speciale FIS disputato il 23 gennaio a San Valentino alla Muta/Watles, non completato dalla Wolf.

## Palmarès

### Mondiali juniores
- 4 medaglie:
  - 1 oro (slalom speciale a Monte Bianco 1998)
  - 2 argenti (slalom speciale, combinata a Pra Loup/Le Sauze 1999)
  - 1 bronzo (combinata a Monte Bianco 1998)

### Coppa del Mondo
- Miglior piazzamento in classifica generale: 59ª nel 1998

### Coppa Europa
- Miglior piazzamento in classifica generale: 25ª nel 2001
- 3 podi:
- 1 secondo posto
  - 1 terzo posto

### Campionati tedeschi
- 3 medaglie:
  - 1 argento (slalom gigante nel 1997)
  - 2 bronzi (slalom gigante nel 1998; slalom speciale nel 2002)